# Chrysodema dalmanni
Chrysodema dalmanni es una especie de escarabajo del género Chrysodema, familia Buprestidae. Fue descrita científicamente por Eschcholtz in Mannerheim en 1837.